# Jezioro Kościelne (Pojezierze Bytowskie)
Jezioro Kościelne – przepływowe jezioro lobeliowe Pojezierza Bytowskiego, na południowy zachód od Miastka, W gminie Miastko, w powiecie bytowskim, w województwie pomorskim. Ogólna powierzchnia akwenu jeziora wynosi 72,5 ha. Jezioro o rozwiniętej linii brzegowej, zachodni brzeg częściowo zalesiony, na północnym zachodzie graniczy z Jeziorem Wołczyca.